# Made in Chicago (album)
Made in Chicago – free jazzowy album koncertowy Jacka DeJohnette'a z nagraniami z 29 sierpnia 2013 z 35. edycji Chicago Jazz Festival. Artysta wystąpił w kwintecie z muzykami jak: Muhal Richard Abrams, Larry Gray, Roscoe Mitchell i Henry Threadgill. Album został wydany 16 stycznia 2015 przez niemiecką wytwórnię ECM Records.

## Lista utworów
| 1. | Chant                                               | 17:01   |
|    | muz. Roscoe Mitchell                                |         |
| 2. | Jack 5                                              | 14:53   |
|    | muz. Muhal Richard Abrams                           |         |
| 3. | This                                                | 12:13   |
|    | muz. Roscoe Mitchell                                |         |
| 4. | Museum of Time                                      | 13:37   |
|    | muz. Jack DeJohnette                                |         |
| 5. | Leave Don't Go Away                                 | 10:19   |
|    | muz. Henry Threadgill                               |         |
| 6. | Ten Minutes                                         |         |
|    | muz. Threadgill, DeJohnette, Gray, Abrams, Mitchell |         |
|    |                                                     | 1:08:03 |
|    |                                                     |         |

## Nagrody i wyróżnienia
- "Najlepsze płyty jazzowe i okołojazzowe 2015 roku" według portalu Jazzsoul.pl: miejsce 1[2]